# Comuna Blajiv, Sambir
Blajiv (în ucraineană Блажів) este o comună în raionul Sambir, regiunea Liov, Ucraina, formată din satele Blajiv (reședința), Volea-Blajivska, Voleanka și Zvir.

## Demografie
Componența lingvistică a comunei Blajiv
     Ucraineană (99,72%)
     Alte limbi (0,29%)
Conform recensământului din 2001, majoritatea populației comunei Blajiv era vorbitoare de ucraineană (99,72%), existând în minoritate și vorbitori de alte limbi.